# Zdzisław Rados
Zdzisław Rados (ur. 1923 w Milanówku, zm. 26 listopada 1996 w Cisnej) – rzeźbiarz, artysta ludowy, legenda bieszczadzka, zwany „Królem Gór”.

## Życiorys
Urodzony w podwarszawskim Milanówku. Od wczesnej młodości wykazywał zdolności artystyczne. W 1968 roku opuścił rodzinny dom i przeniósł się w Bieszczady opustoszałe po akcji „Wisła”, gdzie zamieszkał w łemkowskiej chyży, śpiąc na żelaznym łóżku, rzekomo należącym w przeszłości do Aleksandra Fredry. Utrzymywał się między innymi z rzeźbiarstwa, zwłaszcza zasłynął wykonując postać diabłów. Jego dom stał się w latach 70. XX wieku miejscem legendarnych spotkań i „pielgrzymek” hipisów oraz innej zbuntowanej młodzieży. Z powodów ograniczeń osadniczych na tym terenie, wielokrotnie nękanych przez Milicję Obywatelską. Stał się bohaterem wielu bieszczadzkich legend. Był bohaterem licznych artykułów prasowych i reportaży telewizyjnych, m.in. „Jagodowy Król” w Telewizji Polskiej.
Zmarł 26 listopada 1996, pochowany został na cmentarzu w Cisnej. Jego grób stał się celem kultowych wręcz wypraw. Ku czci „Ducha Gór” Arek Zawiliński i zespół Na Drodze stworzyli balladę bluesową „Zdzichu Rados – Pojedynek”.